# Disputa entre un hombre y su ba
La disputa entre un hombre y su ba, conocida también como diálogo del desesperado de la vida con su alma (siglo XXI a. C.) es un texto poético del Antiguo Egipto, cuyo autor es desconocido. Parece ser de la dinastía XII, es decir, en la época del Imperio Medio.

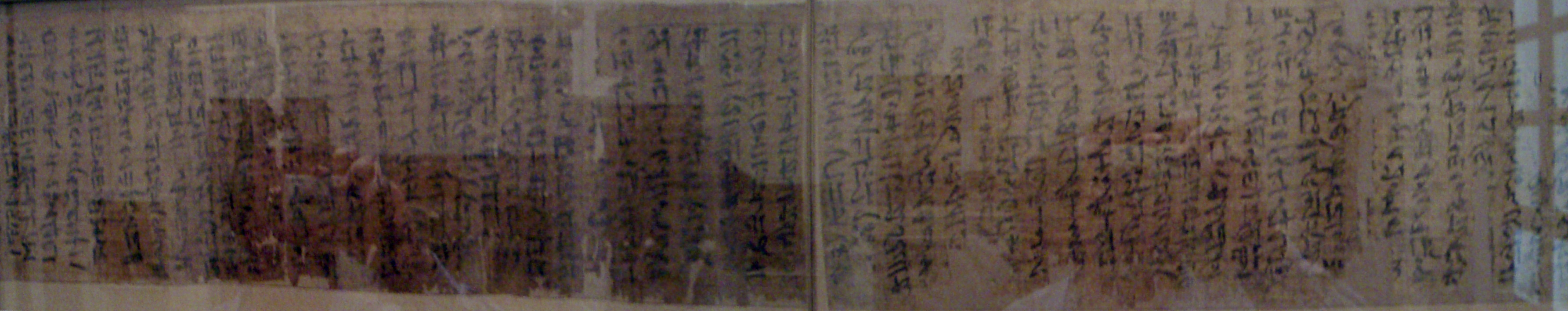
Disputa de un hombre y su Ba, en el papiro de Berlín 3024 (Altes Museum, Berlín).

El interlocutor del hombre cansado del mundo es su ba, uno de los aspectos del alma en la antigua mitología egipcia. En el Imperio Antiguo el alma solo se le atribuía al faraón, así que este texto es una de las primeras pruebas de un particular con ba. Esta historia parece ser una muestra de un género literario muy antiguo (hay expresiones semejantes en un escritor algo anterior, Ipuur); ecos de este género resuenan en el muy posterior Libro de Job hebreo. El desesperado expone las amarguras de la vida, y su alma trata de rebatirlo exponiéndole las bondades de la misma. 
La única copia que sobrevive consta de 155 columnas de escritura hierática, y es un palimpsesto del anverso del Papiro de Berlín 3024, fechado paleográficamente hacia 1900 a. C. Varios daños en este manuscrito, en el que falta el comienzo, así como errores de ortografía y otros problemas han provocado que ninguna de las traducciones propuestas hayan sido aprobadas por la mayoría de expertos. En el mismo papiro se encuentra un fragmento de la Historia de pastores. 
Se conservan algunos fragmentos del inicio de la conversación en el papiro Amherst III. Richard Lepsius compró el papiro de Berlín 3024 en Egipto en 1843, y publicó el texto por primera vez en 1859. Al faltar el principio, el motivo y las circunstancias externas de la conversación no se conocen.

## Sinopsis
En la traducción de Miriam Lichtheim el texto se presenta como una mezcla de estilos: prosa, discurso estructurado y poesía lírica. El inicio está perdido, el texto comienza cuando el hombre acusa a su ba de querer abandonarlo, por lo que se siente arrastrado hacia la muerte antes de tiempo: asegura que la vida es demasiado pesada para soportarla y que su corazón desea descansar en el Oeste (es decir, en el más allá); de esta forma su nombre podrá sobrevivir y su cuerpo será protegido. Insta a su ba a que sea paciente y espere a que un hijo por nacer haga en un futuro las ofrendas al difunto necesarias en la otra vida. Su ba describe que la muerte trae tristeza y contesta a las quejas del hombre sobre su falta de valor, el estar separado de la humanidad y el atractivo de la muerte exhortándole a abrazar la vida, y promete quedarse con él.
No parece haber ningún indicio en el texto de que el hombre está estudiando la posibilidad de quitarse la vida, aunque la interpretación de Pritchard sugiere lo contrario.

## Estructura

Ba, representado como un ave con cabeza humana.

El texto consta de tres discursos del ba y tres del hombre, que están en forma de diálogo. Además hay tres peticiones, tres oraciones, y tres pleitos: llama la atención la forma tripartita de los grupos funcionales, que probablemente se eligió de forma interesada.
El texto se puede estructurar de la siguiente manera:
- primer discurso del ba (incompleto) - primer discurso del hombre
- segundo discurso del ba - segundo discurso del hombre
- tercer discurso del ba,
- dos parábolas del ba,
- cuatro canciones del hombre
- Una última palabra del ba.

## Clasificación literaria
La cuestión de a qué género se afilia el escrito también está discutida, ya que puede considerarse bien escritura sapiencial o bien literatura didáctica. Katherina Lohmann lo considera didáctico, bajo la impresión de que la enseñanza es el motivo del texto. Jan Assman lo asigna al tipo de literatura pesimista, del tipo de la existente durante el primer periodo intermedio: 

[el texto] se refiere a la visión de un mundo en el que el Maat ha desaparecido y en el que, en consecuencia, las nociones tradicionales de permanencia en este mundo, a través de la tumba, el culto y la conmemoración, han quedado obsoletos.

### Citas
1. 1 2  Miriam Lichtheim (1973): Ancient Egyptian Literature, vol. 1: The Old and Middle Kingdoms. pp. 163-169.
2. ↑  Günter Burkard y Heinz J. Thissen: Einführung in die altägyptische Literaturgeschichte I. pág. 155.
3. ↑  Klaus Koch (1993): Geschichte der ägyptischen Religion. pp. 252-261; Gerhard Fecht: Die erste Zwischenzeit im Spiegel der pessimistischen Literatur. publicado en: Jaarbericht van het Vooraziatisch-Egyptisch Genootschap "Ex Oriente Lux" 24 (1975/76), pp. 50-61.
4. ↑  James B. Pritchard (1950): Ancient Near Eastern Texts Relating to the Old Testament, pp. 405-407
5. ↑   Katherina Lohmann (1998): Das Gespräch eines Mannes mit seinem Ba. pp. 234 y ss.
6. ↑  Burkard y Thissen (2008): Einführung in die altägyptische Literaturgeschichte I. Altes und Mittleres Reich. pág. 155.
7. ↑   Katherina Lohmann: Das Gespräch eines Mannes mit seinem Ba. publicado en: SAK 25, pág. 210 y ss.
8. ↑  Jan Assmann: Maat. Gerechtigkeit und Unsterblichkeit im Alten Ägypten. pág. 116

### Transcripción y traducción
- R. O. Faulkner: Texto hierático, en The Man who was Tired of Life, J.E.A. 42, 1956 pp.21-40.
- Ángel Sánchez Rodríguez: Diálogo de un desesperado con su alma transcripción y traducción al español.

- Datos: Q560165